# Tokyo Musicum Station
"Tokyo Musicum station"（とうきょうみゅーじかむすてーしょん 略称：TMS)とは、（インタクティブ配信によるストリーム(stream)形式を用いたインターネットラジオ番組で、日本全国に向け、日本と海外のエンターテイメント、音楽、社会、生活の話題を主に取り上げる番組である。
インターネット普及の多様化対応し、専用アプリ無しで、いつでも、PCや、スマートフォンから24時間聴取できるネットラジオ番組である。毎週日曜日朝に新着番組を更新している。毎週の放送分は次週になってもアーカイブで聴取が出来る。

## 沿革
2009年3月、アメリカ合衆国、カリフォルニア州内で日本人・日系人向けに24時間日本語放送を行っている Team J Station（略称：TJS）から、日本の音楽情報番組として放送を開始した。
2012年　アメリカ Team J Station（略称：TJS）からの放送を終了し、新たに番組をインターネット放送に切り替え日本全国に向けての放送を開始した。
2014年　Web放送として、スマートフォン、iPhoneから、アプリダウンロードの必要なく、簡単に24時間聴取を可能にし70年代～現代までの国内海外の情報を取り入れ、エンターテイメント情報を日本全国に向けて紹介する。
2016年　インタクティブ配信によるインターネットラジオでの 日本・海外のメジャー楽曲の放送を開始した。（同年7月から放送開始）

## 概要
- リスナーからのメールを取り上げて、日本全国のリスナーとのコミュニケーションの場とし、放送している情報番組である。
- インターネットの環境のあるパソコン、スマートフォンから24時間いつでも聴取が出来る放送形式。
- 株式会社ミュージカム（Musicum）サイトから、毎週日曜日に新着版放送をアップしている。
- 新着版の放送はパソコン、スマートフォンから1週間24時間いつでも聴くことができる。(それ以降はパソコンからバックナンバーとして聴取が可能）

ゲスト
ミュージシャン、声優、タレント、役者、作家、映画監督、舞台監督、等、日本、海外の有名人をゲストに迎えることもある。
プロデューサー
- 簑島睦美

番組パーソナリティー
- TOKIYO　ナビゲーターを務める番組のマスコットキャラクターの鳥。名前はトキ（朱鷺）から文字っている
- みほりょうすけ （2015年4月から2019年12月）
- 田中有紀美 （2015年6月21日より番組内コンテンツの（田中珈琲店2号店）のMCを担当。2016年12月までに76回の放送）

ミュージックナビゲーター
- JR・Robinson
- TOKIYO
- ジンジャー 鈴木

サブナビゲーター
- IITHAN

## 設定・展開

### TMS番組コンテンツメニュー
TMS、This week’s best Recommendation　ベストレコメンデーション
- 国内のお薦めライブコンサート、イベント、映画、書籍、他、観光地以外のスポット情報等、内容は様々である。

TMS！Come on !カモン！TMSバックヤード
- 番組と日本全国のリスナーで作るコーナー。リスナーからリスナーへ伝言などもある。
- リスナーたちと番組が繋がっているコミュニケーションの強い場でもある。

This week recommended musicレコメンデッド・ミュージック
- 毎週のお薦めのアーティスト、楽曲を紹介しているコンテンツである。

Request Boxリクエストボックス（2016年7月から開始）
- リスナーから送られてくるリクエスト楽曲を紹介している。

JR Jam Session
- アメリカ、サウスキャロライナ出身、日本在住ミュージシャンの音楽ナビゲーターJR・Robinsonが楽曲とミュージシャンを毎週選び、そのミュージシャンらの歴史や楽曲を紹介をする。このコンテンツは英語での放送。

Spice Up! with Ginger　スパイスアップ・ウィズ・ジンジャー（2016年7月から2017年4月）
- 海外アーティストたちの新着情報、アーティスト、ミュージシャンらのインタビューや、日本に届いたメッセージの生の声も紹介している。

田中珈琲2号店
- MCの田中有紀美が珈琲店の店長と称し、リスナーから届くメールでコーナーが2016年12月まで進行されていた。2017年からはアーカイブにて聴取が出来る。

Guest Spot ゲスト・スポット
　
I Love Japan アイ・ラヴ・ジャパン
- 元気な日本と愛をテーマに、アーティストの音楽を紹介する。

Tokyo Musicum Station　夏の甲子園！
- リスナーから送られてくる作品（ことわざ、ジョーク、詩、等）からTMS賞を選ぶ1年に1度の企画。（2012年〜2015年）

2016年からシーズンを変え新春の企画に変更している。
ミュージカム・ライブイベント
- 2009年より、ライブハウスにて、ミュージカムイベントを開催し、出演ミュージシャンの中からTokyo musicum stationのテーマとなっているI Love Japan のCMアーティストを選び、全国に向けて楽曲を番組で放送。（2009年から2013年）